# Didemnum protectum
Didemnum protectum är en sjöpungsart som först beskrevs av Daumézon 1908.  Didemnum protectum ingår i släktet Didemnum och familjen Didemnidae. Inga underarter finns listade i Catalogue of Life.